# الحبابية
الحبابية هي إحدى القرى اللبنانية من قرى قضاء صيدا في محافظة الجنوب.